# Isle of May
Die Isle of May (schottisch-gälisch Eilean Mhàigh) ist eine schottische Insel und liegt im nördlichen Firth of Forth etwa 8,0 Kilometer vor der Küste Fifes bei Anstruther. Sie ist 1,8 Kilometer lang und einen halben Kilometer breit. Die Isle of May befindet sich im Besitz von NatureScot, das sie als nationales Naturschutzgebiet verwaltet. Von April bis September fahren Fähren von Anstruther und Crail aus.

Isle of May aus Südwesten

Entlang der Westküste finden sich steile senkrechte Klippen, in denen im Frühsommer Seevögel brüten, darunter Dreizehenmöwen, Tordalke, Trottellummen und Krähenscharben. Im Inland der Insel, das von Fußwegen durchzogen ist, nisten Papageientaucher und Eiderenten. Daneben gibt es auch Seeschwalben und eine Kolonie von Kegelrobben. An Infrastruktur bestehen ein Besucherzentrum sowie Toiletten.
Im Jahr 875 wurde hier der Heilige Adrian von Wikingern getötet. Im 12. Jahrhundert wurde ein Kloster errichtet, dessen Ruinen noch zu sehen sind, ebenso wie der älteste schottische Leuchtturm, erbaut von Robert Stevenson.

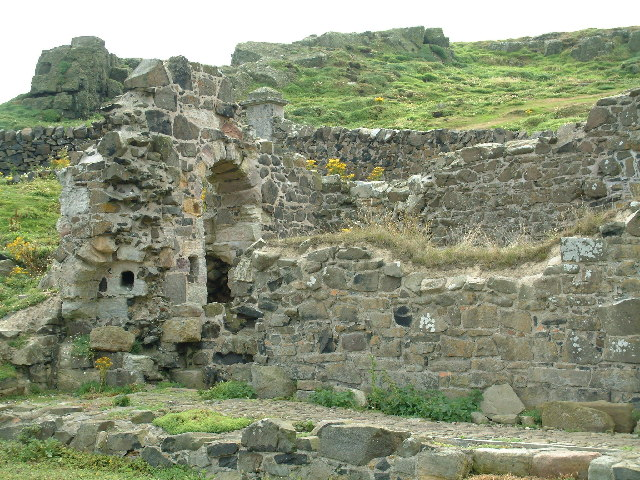
Klosterruinen